# Thomas Antonios Valiyavilayil
Thomas Antonios Valiyavilayil OIC (* 21. November 1955 in Adoor) ist ein indischer Ordensgeistlicher und syro-malankarischer Bischof von Gurgaon.

## Leben
Thomas Antonios Valiyavilayil trat der Ordensgemeinschaft des Ordens von der Nachfolge Christi bei und der Bischof von Battery, Cyril Baselios Malancharuvil OIC, spendete ihm am 27. Dezember 1980 die Priesterweihe. 
Papst Benedikt XVI. ernannte ihn am 25. Januar 2010 zum Weihbischof in Trivandrum und Titularbischof von Igilgili. Die Bischofsweihe spendete ihm der Großerzbischof von Trivandrum, Isaac Cleemis Thottunkal, am 13. März desselben Jahres; Mitkonsekratoren waren Thomas Koorilos Chakkalapadickal, Erzbischof von Tiruvalla, und Yoohanon Chrysostom Kalloor, Bischof von Pathanamthitta.
Papst Franziskus ernannte ihn am 26. März 2015 zum ersten Apostolischen Exarchen des mit gleichem Datum errichteten Apostolischen Exarchats Sankt Ephrem in Khadki. Mit der Erhebung des Exarchats in den Rang einer Eparchie ernannte ihn Papst Franziskus am 23. November 2019 zu deren erstem Bischof.
Am 7. Mai 2022 ernannte ihn Papst Franziskus zum Bischof von Gurgaon. Die Amtseinführung fand am 30. Juni desselben Jahres statt.